# Tribunal Judicial de Monchique
O Tribunal Judicial de Monchique é um edifício na vila de Monchique, no Distrito de Faro, em Portugal.

## Descrição e história
O edifício situa-se na Rua Prior Francisco Jorge de Melo, e faz parte do  Sítio de Interesse Comunitário de Monchique, no âmbito do Plano Sectorial da Rede Natura 2000.
O imóvel foi construído no século XX, tendo sido inaugurado em 1995 após a realização de trabalhos de remodelação e adaptação.
Em 2012, o governo iniciou um programa para a reorganização do mapa judiciário nacional, com o encerramento de vários tribunais, incluindo o de Monchique, que seria o único a fechar no Algarve. De forma a ter acesso aos serviços judiciais, a população teria de recorrer ao tribunal de Silves, a cerca de 20 Km de distância por via rodoviária, e criando problemas acrescidos a quem não possuísse veículo próprio, já que não existiam transportes públicos entre os dois pontos. Esta medida foi criticada pelo Partido Comunista Português, que a classificou como «mais um contributo da política de direita para a desertificação do interior algarvio, com elevados custos económicos, sociais e humanos [...] além de pôr em causa o acesso ao direito e aos tribunais, consagrado na Constituição da República Portuguesa».
A reforma judiciária foi aprovada em Fevereiro de 2014, pelo governo de Pedro Passos Coelho, tendo-se mantido a intenção de encerrar o tribunal de Monchique. Esta decisão foi contestada pelo presidente da Câmara Municipal de Monchique, Rui André, que criticou a atitude do Ministério da justiça como «inqualificável», e afirmou que tinha enviado «uma carta contendo o repúdio pela atitude com que a Câmara Municipal de Monchique e outras foram tratadas em todo este processo, manifestando a sua indignação pelo obstáculo ao exercício do contraditório e na legítima defesa das populações que representa». Declarou ainda que iria «apresentar uma Providência Cautelar sobre esta matéria na sede respetiva.» Apesar destes esforços, o tribunal de Monchique foi um dos encerrados quando entrou em vigor o novo mapa judiciário, em Setembro desse ano.
Durante uma visita ao Algarve em Novembro de 2016, a secretária de Estado Adjunta e da Justiça, Helena Mesquita Ribeiro, garantiu que estava em curso o processo para a reabertura do tribunal de Monchique, estimando que voltaria a funcionar em Janeiro de 2017, embora este prazo estivesse dependente da aprovação de um diploma na Assembleia da República. A governante elogiou os esforços da autarquia de Monchique pela reabertura do tribunal, que investiu cerca de cinquenta mil Euros em obras de recuperação e de reequipamento, já que o recheio do edifício foi removido aquando do seu encerramento, processo que provocou danos na estrutura. A autarquia também se comprometeu a ceder um funcionário para apoiar a secretaria do tribunal. Previa-se que o estabelecimento iria ter funções mais reduzidas em relação ao período anterior ao seu encerramento, operando principalmente no sistema de proximidade, ou seja, servia para receber documentos, prestar informações, ouvir testemunhas por videoconferência, e realizar algumas diligências, podendo periodicamente ser utilizado para julgamentos em certos casos.
Como previsto, o tribunal retomou as suas funções em Janeiro de 2017, tendo sido visitado em Maio desse ano por Helena Mesquita Ribeiro, como parte de um conjunto de deslocações aos estabelecimentos judiciais que tinham sido recentemente reabertos pelo governo. Durante a cerimónia, admitiu que o tribunal ainda apresentava «pouco movimento processual», mas que esta situação poderia mudar no futuro, uma vez que poderia «vir a existir um reajuste, que venha dar um maior contributo».